# Николофф, Брайон
Брайон Николофф (англ. Bryon Nickoloff; 23 июня 1956, Торонто — 3 сентября 2004, Норт-Бей) — канадский шахматист, международный мастер (1981).
В составе сборной Канады участник 6-и Олимпиад (1978, 1986—1990, 1994, 1998).

## Биография
Родился в семье болгарских эмигрантов. С шахматами познакомился в пятнадцатилетнем возрасте.

## Изменения рейтинга
| Графики недоступны из-за технических проблем. См. информацию на Фабрикаторе и на mediawiki.org. |